# São Gonçalo do Gurguéia
São Gonçalo do Gurguéia là một đô thị thuộc bang Piauí, Brasil. Đô thị này có diện tích 1385,307 km², dân số năm 2007 là 2455 người, mật độ 1,77 người/km².